# Claudio Langes
Claudio Langes, italijanski dirkač Formule 1, *20. julij 1960, Brescia, Italija.
Claudio Langes je upokojeni italijanski dirkač Formule 1. V sezoni 1990 je nastopil na prvih štirinajstih Velikih nagradah sezone, toda z nekonkurenčnim dirkalnikom ER189 se mu na nobeni izmed Velikih nagrad ni uspelo kvalificirati na dirko, kasneje pa ni več dirkal v Formuli 1.

## Popolni rezultati Formule 1
(legenda) (odebeljene dirke pomenijo najboljši štartni položaj, poševne pa najhitrejši krog, †-uvrščen kljub odstopu)
| Leto | Moštvo          | Šasija          | Motor   | 1        | 2        | 3        | 4        | 5        | 6        | 7        | 8       | 9        | 10       | 11       | 12       | 13       | 14       | 15  | 16  | Prv | Toč |
| ---- | --------------- | --------------- | ------- | -------- | -------- | -------- | -------- | -------- | -------- | -------- | ------- | -------- | -------- | -------- | -------- | -------- | -------- | --- | --- | --- | --- |
| 1990 | EuroBrun Racing | EuroBrun ER189  | Judd V8 | ZDA DNPQ | BRA DNPQ |          |          |          |          |          |         |          |          |          |          |          |          |     |     | -   | 0   |
| 1990 | EuroBrun Racing | EuroBrun ER189B | Judd V8 |          |          | SMR DNPQ | MON DNPQ | KAN DNPQ | MEH DNPQ | FRA DNPQ | VB DNPQ | NEM DNPQ | MAD DNPQ | BEL DNPQ | ITA DNPQ | POR DNPQ | ŠPA DNPQ | JAP | AVS | -   | 0   |